# Plaza Almagro

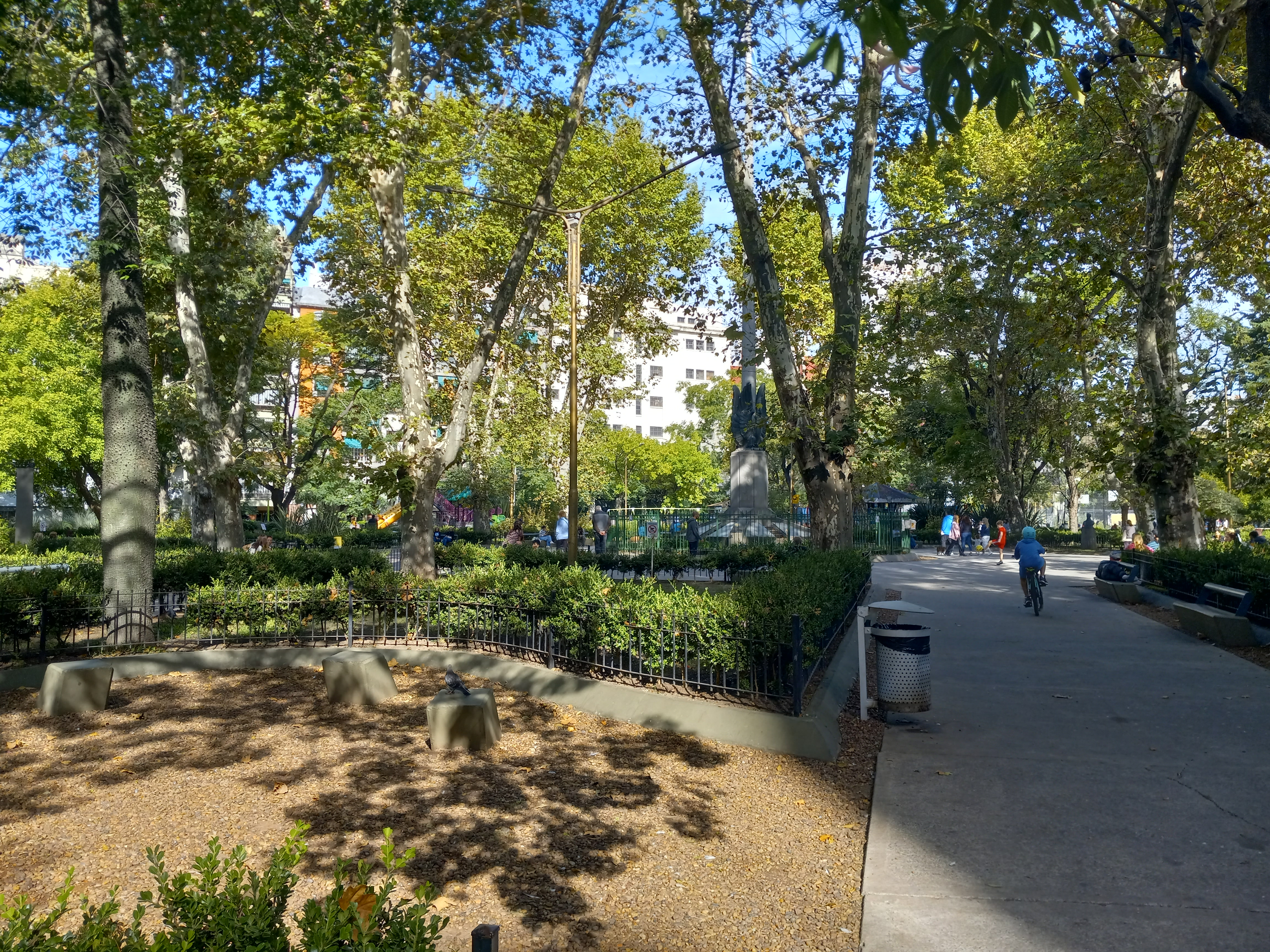
Plaza Almagro

La Plaza Almagro se encuentra en el barrio de Almagro en la Ciudad Autónoma de Buenos Aires, Argentina.
Fue abierta al público mediante la ordenanza 3380, del 26 de junio de 1929, con el nombre de Plaza 12 de Octubre, y por la Ordenanza N° 6.273 de 1934 (publicada en el Boletín Municipal N° 3.877/8) recibió el nombre que lleva hasta la actualidad. Debe su nombre a Diego de Almagro, conquistador y adelantado español.

## Ubicación
La plaza se encuentra limitada por las calles Sarmiento, Juan Domingo Perón, Jerónimo Salguero y Bulnes.
Es la única plaza pública del barrio de Almagro.
La plaza fue remodelada durante el gobierno del ex-Jefe de Gobierno de la Ciudad de Buenos Aires Jorge Telerman durante el año 2007.

## Características
La plaza posee un monumento en su centro que fue remodelado en el año 2007. En el mismo año una de las remodelaciones consistió en enrejar la plaza en su totalidad, prohibiendo el ingreso de transeúntes a determinadas horas de la noche.
Además de este monumento la plaza cuenta con un arenero para los chicos, y de vez en cuando se ofrecen espectáculos gratuitos. Precisamente es uno de los espacios de referencia durante el verano donde programa actividades el Festival Efímero de Teatro Independiente.

### Calesita
Existe una calesita dentro de la plaza llamada comúnmente "Calesita de la Plaza Almagro" en funcionamiento en la plaza desde el año 1979, aunque la calesita fue construida en el año 1962 y funcionó hasta el traslado a la Plaza Almagro en la esquina de Lima Oeste y Avenida Pavón a una cuadra de la Estación Plaza Constitución.